# Kilrea
Kilrea (Iers: Cill Ria) is een plaats in het Noord-Ierse district Coleraine.
Kilrea telt 1509 inwoners. Van de bevolking is 29,8% protestant en 69,3% katholiek.

## Geboren
- Martin O'Neill, voetballer

Arghadowey · Ballykelly · Ballymaguigan · Ballyronan · Bellagy · Castledawson · Coleraine · Derry · Draperstown · Dumananagh · Dungiven · Eglinton · Feeny · Garvagh · Kilrea · Lavey · Limavady · Maghera · Magherafelt · Moneymore · Portstewart · Traad · Upperlands